# 内田慶
内田 慶（うちだ けい、1981年2月11日 - 2008年9月11日）は元競輪選手、元自転車競技選手。日本競輪学校（当時。以下、競輪学校）第87期生。現役時代は日本競輪選手会栃木支部に所属。師匠は福田明。弟子にはアテネパラリンピック（2004年）、自転車競技・タンデムスプリント（視覚障害部門）において葭原滋男のパイロットとして同種目の銀メダル獲得に貢献した大木卓也がいる。

## 来歴

### 全プロ個人追い抜き6連覇達成
東京都中央区出身。埼玉県の大和田小学校2年生の時からスイミングクラブに入ってトライアスロンを始め、6年生の時に自転車競技を中心にレースに出場。学校法人石川高等学校を経て作新学院高等学校に転校し、同校を卒業。
2001年、競輪学校に入学。2002年8月3日、ホームバンクであった宇都宮競輪場でデビュー（3着）。
2003年4月24日、宇都宮で開催されたルーキーチャンピオンレースにおいて、平原康多らを破って優勝。また同年行われた全日本プロ選手権自転車競技大会の4km個人追い抜きで優勝。以後同大会同種目において、2008年まで6連覇を達成。

### アジアチャンピオン
2004年4月、四日市競輪場で開催されたアジア自転車競技選手権大会において、4km個人追い抜きとスクラッチの二冠を達成。スクラッチでは、後に同種目の世界王者に輝くことになる香港のワン・カンポ（3位）らを撃破。この大会の優勝により、両種目のアジアチャンピオンとして同年5月、オーストラリア・メルボルンで開催された世界選手権の出場権を獲得し出場（4km個人追抜15位、スクラッチ11位）。
同年12月、アメリカ合衆国・ロサンゼルスで開催されたUCIトラックワールドカップクラシックス第2戦のポイントレースで6位入賞。翌2005年3月、ロサンゼルスで開催された世界選手権に出場した（4km個人追抜19位、ポイントレース途中棄権）。
2006年、カタール・ドーハで開催されたアジア競技大会では、個人、団体の両追い抜き種目に出場。団体追い抜きでは4位入賞を果たした。
一方で競輪のほうでも、2008年7月20日に四日市競輪場で行われたサマーナイトフェスティバルの決勝戦に進出し4着に入るなどした。

### レース中に事故死
2008年9月11日、第51回オールスター競輪（一宮競輪場）初日第7レース（発走時刻、午後1時15分）に9番車で出走した際、最終周回2センター（3コーナー）付近において、主導権争いに破れて後方へと後退中の選手と、捲りを試みていた選手の3番手を追走していた選手の間に挟まれ 落車。この時他車との接触により前輪のワイヤースポークが全壊したため、車体ごと前のめりに崩れ落ち、顔面からバンクに叩きつけられたことによる衝撃が致命傷となった。これにより頭蓋骨を骨折、うつ伏せのまま吐血して動けなくなり、競輪場に待機していた医師が応急処置を施したがその時点で心肺停止状態であった。
事故直後に一宮競輪場の近隣にある大雄会病院へ緊急搬送されたが、同日15時59分、外傷性クモ膜下出血のため死亡。競輪における競走中の死亡事故としては、2003年1月3日の伊東競輪第2レースでゴール後に心停止のため急死した服部雅春以来（急性心不全による死亡例を除けば、1998年7月24日に立川競輪場で頭蓋骨骨折のため死亡した成島勇以来）。また、GI（特別競輪）開催中のレースによる死亡事故は1967年8月4日、静岡競輪場で開催された第24回全国都道府県選抜競輪第9レースで中村政光が落車による頭蓋（ずがい）骨骨折、脳挫傷で死亡して以来、今回が5例目となった。享年28（27歳没）。
2008年9月12日、選手登録消除。通算戦績は421戦82勝、うち優勝17回。通算獲得賞金額は1億173万900円。

## エピソード
- 訃報の日の翌9月12日以降、第51回オールスター競輪最終日となる9月15日まで、一宮競輪場正門横に献花台が設けられた。記帳欄には、地元以外のファンの名前が大勢見受けられ、多くの競輪ファンがその死を悼んだ。
- 同大会4日目となる9月14日第10レース準決勝B戦において、出身高校の先輩でもあり、また同じ宇都宮競輪場をホームバンクとしている神山雄一郎が通算700勝を達成。レース後、「今日の勝利は自分1人の力では達成できなかった。内田君とは（オールスター開催の）直前まで車誘導で一緒に練習した。彼の無念の分まで頑張ろうという気持ちでここまで走ってきた。」（日刊スポーツ、2008年9月15日付記事）という内容のコメントを、涙ながらに話した。長塚智広はのちに自己のブログで「神山さんは内田の葬儀で崩れ落ちるように号泣した。」と神山の衝撃の大きさについて記している。
- 最終的に同大会を制した伏見俊昭も、表彰式の最後に「そして内田慶、ありがとう」と涙ながらに語った。後に、内田について「僕にすごくなついてくれていて、かわいい後輩だった」として、最終的に優勝できたことについて「この勝利は慶の後押しがあっての優勝としか思えなかった」「慶の魂と一緒に走っていて「頑張れ」って背中を押してもらったような気がしています」と記している[3]。
- 2008年に開催された全プロ大会（奈良競輪場）で、上述の通り、個人追い抜き6連覇を達成したが、5連覇を達成した前年までとは違って内容が悪く、2位の飯島規之を辛くも退けた形となったことから、レース後の優勝インタビューの途中でマイクを差し向けられた、解説の中野浩一が激怒[4]。さらに説教とも言えるような内容が5分ほど続いた。逆の見方をすれば、それだけ内田に期待するものが大きいことの表れであり、中野の話を内田も真摯に受け止めていた様子で、「自分でも今日の走りは納得いかなかった。」というコメントを残した他、終始落胆した表情を浮かべていた。なお、翌年の全プロ大会（花月園競輪場）では、内田の7連覇がかかるはずだった個人追抜4km種目を「内田慶メモリアルレース」として行ない、場内の大画面モニターに2008年のレース映像を放映する形で内田の偉業を讃えた。
- 2009年には内田のホームバンクであった宇都宮競輪場においても、内田の遺志を汲みたいという関係者の意向により、S級シリーズ開催として「内田慶メモリアルカップ」が行われた。
- 事故があった一宮競輪場では、2014年3月の開催廃止後も毎年9月11日に事故のあった3コーナー付近において日本競輪選手会愛知支部の選手らにより追悼が続けられてきたが、2019年3月末に競輪場の施設が閉鎖されたため、以降は競輪場跡地に設けられた競輪場外車券売場「サテライト一宮」に場所を移して行われている[5]。
- 13歳の時に、テレビ朝日系列局ほかで放送されていた「さんまのナンでもダービー」に出演。「抱きつき青葉賞」において、当時子役でありその後俳優として活躍する山崎裕太らを破り優勝した。